# Jan Nepomuk II. ze Šternberka
Jan Nepomuk II. hrabě ze Šternberka, také ze Sternbergu (25. července 1752 Praha – 12. nebo 13. února 1789 Sebeș (Mühlbach), Sedmihradsko), byl český šlechtic z Leopoldovy linie rodu Šternberků, c. k. podplukovník pěšího pluku Esterházy a člen Společnosti nauk.

## Původ a rodina
Jan Nepomuk II. se narodil jako první syn a třetí dítě pozdějšího nejvyššího podkomořího králové v Čechách Jana Nepomuka I. ze Šternberka (1713–1798) a jeho manželky Anny Josefy Krakowské z Kolowrat (1726–1790). Měl dva mladší bratry, Jáchym (1755–1818) se zabýval mineralogií a chemií a Kašpar (1761–1838) byl spoluzakladatel Vlasteneckého muzea. Ani jeden z bratrů se neoženil.

## Kariéra
Jeho vychovatelem byl František Martin Pelcl (1734–1801). Vystudoval právnickou fakultu Karlo-Ferdinandovy univerzity v Praze. Věnoval se vědě, byl členem Královské společnosti nauk. Publikoval vědecké studie, například o zemětřesení v Uhrách. Byl talé členem Královské společnosti nauk.
V armádě dosáhl hodnosti podplukovníka. Válčil v rakousko-turecké válce. V roce 1789 se vyznamenal, když rozhodně vedl útok předvoje při dobývání Šabace na řece Sávě v západním Srbsku. Krátce po tomto obdivuhodném činu zemřel v Sebeși (Mühlbachu) v Sedmihradsku.